# Coppa UEFA 1980-1981
La Coppa UEFA 1980-1981 è stata la 10ª edizione dell'omonima competizione, la prima organizzata sulla base del ranking UEFA, causando un radicale mutamento nella griglia d'ingresso, tra cui il tracollo della rappresentanza italiana.

## Formula
La delibera della UEFA del 1979 riscrisse daccapo le regole di accesso al torneo, troncando definitivamente con i retaggi della Coppa delle Fiere e sostituendoli con un principio meritocratico. Venne aumentato il numero di paesi con tre club e di contro quelli con uno, e vennero parimenti abolite le particolari regole di distribuzione interna a favore delle rigide classifiche, con l'unica e sola eccezione della Coppa di Lega inglese.
Anche per questa edizione come per la precedente, peraltro, la rinuncia albanese permise il ripescaggio della detentrice tedesca che non si era riqualificata.
- 4 squadre (3 nazioni)

Germania Ovest (+5º, detentore), Paesi Bassi, Belgio
- 3 squadre (5 nazioni)

Inghilterra, Spagna, Unione Sovietica, Jugoslavia, Germania Est
- 2 squadre (13 nazioni)

Italia, Francia, Portogallo, Scozia, Svizzera, Austria, Polonia, Cecoslovacchia, Ungheria, Romania, Bulgaria, Grecia, Svezia
- 1 squadra (11 nazioni)

Turchia, Danimarca, Norvegia, Irlanda, Islanda, Finlandia, Malta, Cipro, Lussemburgo, Irlanda del Nord (Albania ritirata)

## Risultati

### Trentaduesimi di finale
| Squadra 1               | Totale      | Squadra 2               | Andata | Ritorno     |
| ----------------------- | ----------- | ----------------------- | ------ | ----------- |
| Zbrojovska Brno         | 5 - 1       | VOEST Linz              | 3 - 1  | 2 - 0       |
| Kaiserslautern          | 3 - 3       | Anderlecht              | 1 - 0  | 2 - 3       |
| Magdeburgo              | 5 - 3       | Moss                    | 2 - 1  | 3 - 2       |
| Az Alkmaar              | 10 - 0      | FA Red Boys Differdange | 6 - 0  | 4 - 0       |
| Ballymena United        | 2 - 4       | Vorwärts Francoforte    | 2 - 1  | 0 - 3       |
| Napredak Kruševac       | 0 - 2       | Dinamo Dresda           | 0 - 1  | 0 - 1       |
| Argeş Piteşti           | 0 - 2       | Utrecht                 | 0 - 0  | 0 - 2       |
| Bohemians Praga         | 4 - 3       | Sporting Gijón          | 3 - 1  | 1 - 2       |
| Dinamo Kiev             | 1 - 1 (gfc) | Levski Sofia            | 1 - 1  | 0 - 0       |
| Šachtar                 | 1 - 3       | Eintracht Francoforte   | 1 - 0  | 0 - 3       |
| Servette                | 2 - 3       | Sochaux                 | 0 - 2  | 2 - 1       |
| Twente                  | 5 - 3       | IFK Göteborg            | 5 - 1  | 0 - 2       |
| Beroe Stara Zagora      | 3 - 1       | Fenerbahçe              | 1 - 0  | 2 - 1       |
| Dundalk                 | 0 - 1       | Porto                   | 0 - 1  | 0 - 0       |
| Grasshopper             | 8 - 3       | KB                      | 3 - 1  | 5 - 2       |
| Amburgo                 | 7 - 5       | Sarajevo                | 4 - 2  | 3 - 3       |
| Elfsborg                | 1 - 2       | St. Mirren              | 1 - 2  | 0 - 0       |
| Ipswich Town            | 6 - 4       | Aris                    | 5 - 1  | 1 - 3       |
| IA                      | 0 - 10      | Colonia                 | 0 - 4  | 0 - 6       |
| Juventus                | 6 - 4       | Panathīnaïkos           | 4 - 0  | 2 - 4       |
| Dinamo Mosca            | 1 - 2       | Lokeren                 | 1 - 1  | 0 - 1       |
| KuPS                    | 0 - 14      | Saint-Étienne           | 0 - 7  | 0 - 7       |
| LASK Linz               | 2 - 6       | Radnički                | 1 - 2  | 1 - 4       |
| Manchester United       | 1 - 1 (gfc) | Widzew Łódź             | 1 - 1  | 0 - 0       |
| Wolverhampton Wanderers | 2 - 3       | PSV                     | 1 - 3  | 1 - 0       |
| Torino                  | 4 - 3       | R.W.D. Molenbeek        | 2 - 1  | 2 - 2 (dts) |
| Barcellona              | 3 - 0       | Sliema Wanderers        | 2 - 0  | 1 - 0       |
| Standard Liegi          | 3 - 2       | Steaua Bucureşti        | 1 - 1  | 2 - 1       |
| Újpest                  | 1 - 2       | Real Sociedad           | 1 - 1  | 0 - 1       |
| Vasas                   | 1 - 2       | Boavista                | 0 - 2  | 1 - 0       |
| Stoccarda               | 10 - 1      | Pezoporikos Larnaca     | 6 - 0  | 4 - 1       |
| Slask Wroclaw           | 2 - 7       | Dundee Utd              | 0 - 0  | 2 - 7       |

### Sedicesimi di finale
| Squadra 1           | Totale          | Squadra 2            | Andata | Ritorno     |
| ------------------- | --------------- | -------------------- | ------ | ----------- |
| Real Sociedad       | 3 - 2           | Zbrojovska Brno      | 1 - 1  | 2 - 1       |
| Standard Liegi      | 4 - 2           | Kaiserslautern       | 2 - 1  | 2 - 1       |
| Colonia             | 4 - 1           | Barcellona           | 0 - 1  | 4 - 0       |
| Dundee United       | 1 - 1 (gfc)     | Lokeren              | 1 - 1  | 0 - 0       |
| Eintracht Frankfurt | 4 - 3           | Utrecht              | 1 - 2  | 3 - 1       |
| Boavista            | 2 - 3           | Sochaux              | 2 - 2  | 0 - 1       |
| Twente              | 1 - 1 (gfc)     | Dinamo Dresda        | 1 - 1  | 0 - 0       |
| Porto               | 2 - 3           | Grasshoppers         | 2 - 0  | 0 - 3 (dts) |
| Ipswich Town        | 3 - 2           | Bohemians Praga      | 3 - 0  | 0 - 2       |
| Beroe Stara Zagora  | 1 - 3           | Radnički             | 0 - 1  | 1 - 2       |
| Levski Sofia        | 1 - 6           | AZ Alkmaar           | 1 - 1  | 0 - 5       |
| Amburgo             | 3 - 2           | PSV                  | 1 - 1  | 2 - 1       |
| St. Mirren          | 0 - 2           | Saint-Étienne        | 0 - 0  | 0 - 2       |
| Torino              | 3 - 2           | Magdeburgo           | 3 - 1  | 0 - 1       |
| Stoccarda           | 7 - 2           | Vorwärts Francoforte | 5 - 1  | 2 - 1       |
| Widzew Łódź         | 4 - 4 (4-1 dcr) | Juventus             | 3 - 1  | 1 - 3       |

### Ottavi di finale
| Squadra 1           | Totale          | Squadra 2     | Andata | Ritorno     |
| ------------------- | --------------- | ------------- | ------ | ----------- |
| Eintracht Frankfurt | 4 - 4 (gfc)     | Sochaux       | 4 - 2  | 0 - 2       |
| Grasshopper         | 3 - 3 (4-3 dcr) | Torino        | 2 - 1  | 1 - 2       |
| Amburgo             | 0 - 6           | Saint-Étienne | 0 - 5  | 0 - 1       |
| Ipswich Town        | 5 - 1           | Widzew Łódź   | 5 - 0  | 0 - 1       |
| Real Sociedad       | 2 - 3           | Lokeren       | 0 - 1  | 2 - 2       |
| Radnički            | 2 - 7           | AZ Alkmaar    | 2 - 2  | 0 - 5       |
| Standard Liegi      | 5 - 2           | Dinamo Dresda | 1 - 1  | 4 - 1       |
| Stoccarda           | 4 - 5           | Colonia       | 3 - 1  | 1 - 4 (dts) |

### Quarti di finale
| Squadra 1      | Totale | Squadra 2    | Andata | Ritorno |
| -------------- | ------ | ------------ | ------ | ------- |
| Saint-Étienne  | 2 - 7  | Ipswich Town | 1 - 4  | 1 - 3   |
| AZ Alkmaar     | 2 - 1  | Lokeren      | 2 - 0  | 0 - 1   |
| Grasshopper    | 1 - 2  | Sochaux      | 0 - 0  | 1 - 2   |
| Standard Liegi | 2 - 3  | Colonia      | 0 - 0  | 2 - 3   |

### Semifinali
| Squadra 1    | Totale | Squadra 2  | Andata | Ritorno |
| ------------ | ------ | ---------- | ------ | ------- |
| Sochaux      | 3 - 4  | AZ Alkmaar | 1 - 1  | 2 - 3   |
| Ipswich Town | 2 - 0  | Colonia    | 1 - 0  | 1 - 0   |

### Finale
| Squadra 1    | Totale | Squadra 2  | Andata | Ritorno |
| ------------ | ------ | ---------- | ------ | ------- |
| Ipswich Town | 5 - 4  | AZ Alkmaar | 3 - 0  | 2 - 4   |

#### Andata
| Arbitro: | Adolf Prokop |

|                                          |           |  |
| Wark 30’ (rig.) Thijssen 43’ Mariner 55’ | Marcatori |  |

| Ipswich Town | AZ Alkmaar |

| P            | 1  | Paul Cooper    |
| D            | 2  | Steve McCall   |
| D            | 3  | Mick Mills     |
| C            | 4  | Frans Thijssen |
| D            | 5  | Russell Osman  |
| D            | 6  | Terry Butcher  |
| C            | 7  | John Wark      |
| C            | 8  | Arnold Mühren  |
| A            | 9  | Paul Mariner   |
| A            | 10 | Alan Brazil    |
| A            | 11 | Eric Gates     |
|              |    |                |
|              |    |                |
| Allenatore:  |    |                |
| Bobby Robson |    |                |

| P             | 1  | Eddy Treijtel        |  |     |
| D             | 2  | Richard van der Meer |  |     |
| D             | 3  | John Metgod          |  |     |
| D             | 4  | Ronald Spelbos       |  |     |
| D             | 5  | Hugo Hovenkamp       |  |     |
| C             | 6  | Jan Peters           |  |     |
| C             | 7  | Jos Jonker           |  |     |
| C             | 8  | Peter Arntz          |  |     |
| C             | 9  | Kristen Nygaard      |  | 57’ |
| A             | 10 | Kees Kist            |  |     |
| A             | 11 | Pier Tol             |  |     |
| Sostituzioni: |    |                      |  |     |
| A             | 12 | Kurt Welzl           |  | 57’ |
| Allenatore:   |    |                      |  |     |
| Georg Keßler  |    |                      |  |     |

#### Ritorno
| Arbitro: | Walter Eschweiler |

|                                        |           |                      |
| Welzl 7’ Metgod 25’ Tol 40’ Jonker 73’ | Marcatori | 4’ Thijssen 32’ Wark |

| AZ Alkmaar | Ipswich Town |

| P             | 1  | Eddy Treijtel        |  |     |
| D             | 2  | Hans Reijnders       |  |     |
| D             | 3  | John Metgod          |  |     |
| D             | 4  | Ronald Spelbos       |  |     |
| D             | 5  | Hugo Hovenkamp       |  |     |
| C             | 6  | Jan Peters           |  |     |
| C             | 7  | Jos Jonker           |  |     |
| C             | 8  | Peter Arntz          |  |     |
| C             | 9  | Kristen Nygaard      |  |     |
| A             | 10 | Kurt Welzl           |  | 80’ |
| A             | 11 | Pier Tol             |  | 46’ |
| Sostituzioni: |    |                      |  |     |
| A             | 12 | Kees Kist            |  | 46’ |
| C             | 14 | Chris van den Dungen |  | 80’ |
| Allenatore:   |    |                      |  |     |
| Georg Keßler  |    |                      |  |     |

| P            | 1  | Paul Cooper    |
| D            | 2  | Steve McCall   |
| D            | 3  | Mick Mills     |
| C            | 4  | Frans Thijssen |
| D            | 5  | Russell Osman  |
| D            | 6  | Terry Butcher  |
| C            | 7  | John Wark      |
| C            | 8  | Arnold Mühren  |
| A            | 9  | Paul Mariner   |
| A            | 10 | Alan Brazil    |
| A            | 11 | Eric Gates     |
|              |    |                |
|              |    |                |
|              |    |                |
| Allenatore:  |    |                |
| Bobby Robson |    |                |

## Classifica marcatori

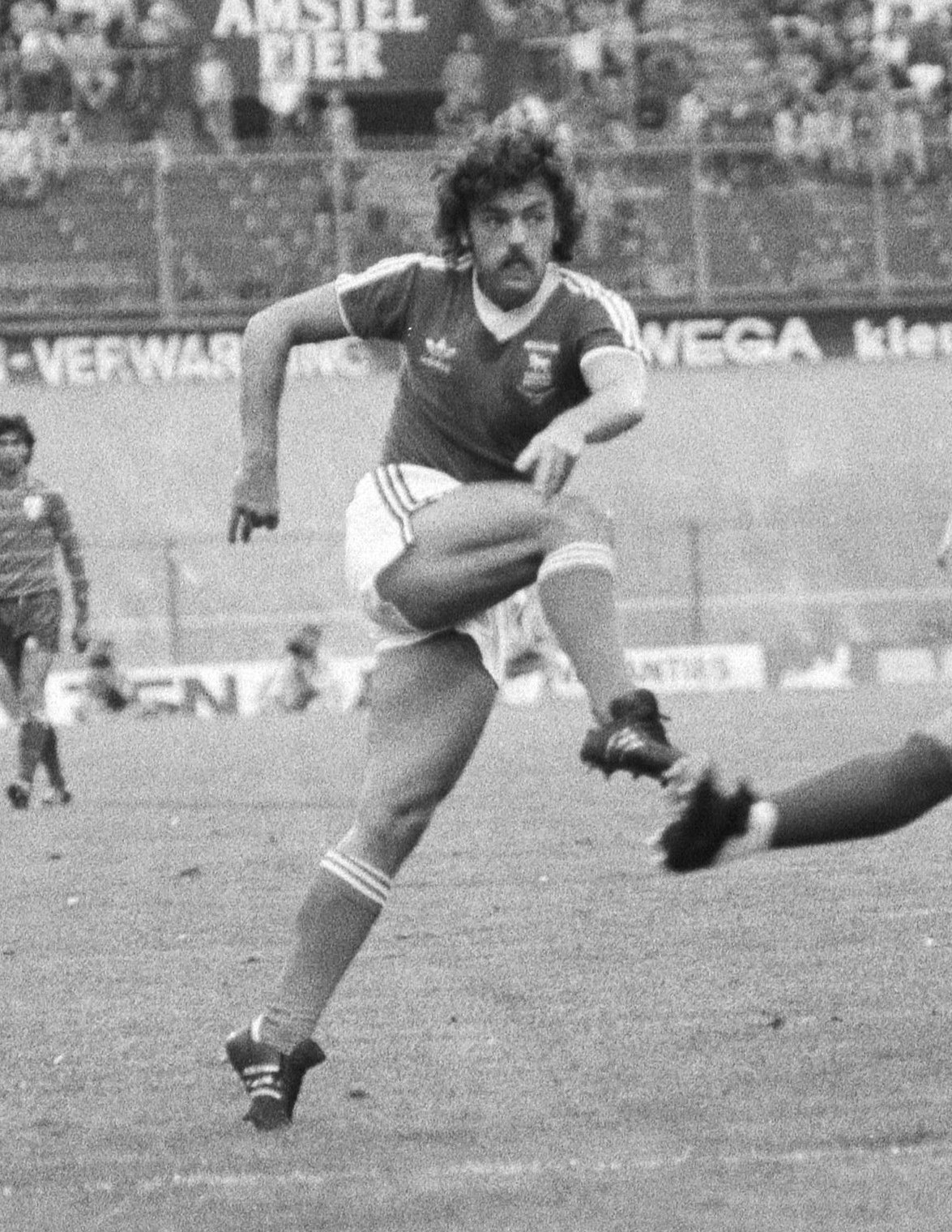
John Wark suggellò il trionfo dell'Ipswich Town laureandosi capocannoniere dell'edizione con l'allora record di 14 reti

| Gol |  |  | Giocatore        | Squadra       |
| --- |  |  | ---------------- | ------------- |
| 14  |  |  | John Wark        | Ipswich Town  |
| 9   |  |  | Kees Kist        | AZ Alkmaar    |
| 8   |  |  | Dieter Müller    | Colonia       |
| 7   |  |  | Horst Hrubesch   | Amburgo       |
| 6   |  |  | Paul Mariner     | Ipswich Town  |
|     |  |  | Karl Allgöwer    | Stoccarda     |
|     |  |  | Kees Tol         | AZ Alkmaar    |
| 5   |  |  | Bernd Klotz      | Stoccarda     |
|     |  |  | Michel Platini   | Saint-Étienne |
|     |  |  | Johnny Rep       | Saint-Étienne |
|     |  |  | Kurt Welzl       | AZ Alkmaar    |
|     |  |  | Bernard Genghini | Sochaux       |